# Shaq Fu
Shaq Fu es un videojuego de lucha en 2D lanzado para Mega Drive y Super Nintendo el 28 de octubre de 1994. Fue portado a Amiga, Game Gear y Game Boy en 1995. 
El juego fue publicado por Electronic Arts y desarrollado por la ahora extinta Delphine Software International. Cuenta entre sus personajes jugables con el exjugador profesional de baloncesto Shaquille O'Neal (también conocido como Shaq) como personaje jugable. Es considerado uno de los peores videojuegos de todos los tiempos. Una secuela, Shaq-Fu: A Legend Reborn, se encuentra en desarrollo.(destrullan a shaq fu) 

## Historia
En la historia del juego, Shaquille O'Neal se adentra en un dojo de kung fu mientras se dirigía a un partido de baloncesto de caridad en Tokio, Japón. Después de hablar con un maestro de kung fu, tropieza hacia otra dimensión, donde debe rescatar a un joven llamado Nezu de la malvada momia Sett-Ra.

## Variaciones
La versión de Mega Drive de Shaq Fu tiene cinco personajes jugables más (Auroch, Colonel, Diesel, Leotsu y Nezu) y tres escenarios más (The Lab, The Wasteland, y Yasko Mines) que la versión de Super NES, por lo tanto, la versión de Mega Drive tiene un modo historia más largo. 
El escenario North/South Gate es accesible en la versión de SNES con un código, mientras que la versión de Mega Drive tiene el estadio North/South Gate disponibles desde el principio. La versión de Amiga es la misma que la versión Mega Drive, pero los fondos no tienen animación. También tiene solamente tres canciones; no hay música durante las peleas.
La versión de Game Boy tiene los mismos siete personajes como la versión de Super NES, mientras que la de Sega Game Gear solo tiene seis personajes. Tanto las versiones de Game Boy y Game Gear no tienen modo de torneo o voces en el juego. Debido a la pantalla monocromática de la Game Boy, la versión de Game Boy no está en color.

## Recepción
Shaq Fu recibió críticas mixtas en el momento de su lanzamiento. GamePro le dio un 4.5/5, la revista Next Generation Magazine le dio un 2/5. Una de las múltiples críticas de Electronic Gaming Monthly le dio un 6/10, y otra le dio un 4/10. Recibió una calificación de D de la revista Entertainment Weekly.
El juego era y sigue siendo ampliamente criticado por los críticos y jugadores. Gametrailers lo calificó número 4 Peor en su "Top Ten mejores y peores videojuegos". Allgame le dio una crítica negativa, comentando que "Shaq Fu es un fiasco" en términos de juegos de lucha basados en jugadores de baloncesto. La revista GameInformer lo colocó número 2 en el Top 10 Juegos de lucha que nos gustaría olvidar. En respuesta a la respuesta negativa al juego, Levi Buchanan del IGN afirmó que no lo había merecido, y que era como resultado de las exageraciones colectivas. La página web Shaqfu.com se dedica a "liberar el juego de la existencia" al encontrar y destruir todas las copias del juego.
En Consumer Electronics Show de 2014, Shaquille O'Neal confirmó las especulaciones en una entrevista con GamerFitnation que habría un Shaq Fu 2. El juego, llamado Shaq-Fu: A Legend Reborn, se está financiado por Indiegogo y contará con un modo de juego que fuertemente se diferencia de su predecesor.